# La Femme empoisonnée
La Femme empoisonnée est un ouvrage d'Alain-Fournier publié dans la clandestinité en 1944 aux Pays-Bas.

## Historique
Rédigé fin 1908 ou début 1909, alors que Fournier vit à Laval où il est affecté pour six mois à la caserne des élèves-officiers, destiné aux Amis du Grand Meaulnes, l'ouvrage est édité le 20 mars 1944 par les éditions A.A.M. Stols à La Haye et est imprimé en caractères Romulus à quinze exemplaires hors commerce numérotés de I à XV et à cinquante exemplaires numérotés de 1 à 50. 
Le tirage des quinze exemplaires comprend trois exemplaires, le VII, VIII et IX marqués d'une main à trois doigts ouverts notés « réservés à Nous trois » à la place de la marque habituelle de l'éditeur. Certains exemplaires contiennent aussi des modifications de texte, ce qui n'est pas le cas des cinquante classiques. Ces derniers ont en page de titre la mention « A.A.M. Stols & Pierre Seghers, 1944 ».
L'ouvrage est dédié à Yves Scantrel, pseudonyme d'André Suarès. Il a été republié pour la première fois en 2011 en étant incorporé au volume Miracles et autres textes en Livre de Poche Hachette.

## Résumé
Un homme retenu dans une ville où il ne peut voir sa bien-aimée pense à celle-ci et imagine qu'elle le cherche. Une seule présence féminine réelle est dans la ville, une pauvre fille malade qui a vécu sa vie parmi les soldats.